# Drujeliubivka, Kalînivka
Drujeliubivka (în ucraineană Дружелюбівка) este o comună în raionul Kalînivka, regiunea Vinnița, Ucraina, formată numai din satul de reședință.

## Demografie
Componența lingvistică a satului Drujeliubivka
     Ucraineană (98,98%)
     Rusă (1,02%)
Conform recensământului din 2001, majoritatea populației satului Drujeliubivka era vorbitoare de ucraineană (98,98%), existând în minoritate și vorbitori de rusă (1,02%).